# Zweizahnwale
Die Zweizahnwale (Mesoplodon) stellen die artenreichste Gattung der Wale aus der Familie der Schnabelwale. Obgleich 16 Arten beschrieben sind, ist über ihre Biologie besonders wenig bekannt. Da die Zweizahnwale auf dem offenen Meer (pelagial) leben, führen nur wenige Sichtungen zu einer Bestimmung und sind auswertbar.
Der wissenschaftliche Name ist aus den griechischen Worten mesos (Mitte), oplon (Waffe) und odous (Zahn) gebildet. Er bezieht sich auf die Hauer im Unterkiefer.

## Verbreitung
Die meisten Arten haben ein eingeschränktes Verbreitungsgebiet und kommen in kühleren oder gemäßigten Ozeanen der Nord- oder Südhalbkugel vor; nur eine Art, der Blainville-Schnabelwal, ist weltweit verbreitet. Im östlichen Nordatlantik und damit in der Nähe der europäischen Küsten leben außer dieser Art der True-Wal, der Sowerby-Zweizahnwal und der Gervais-Zweizahnwal.

## Beschreibung

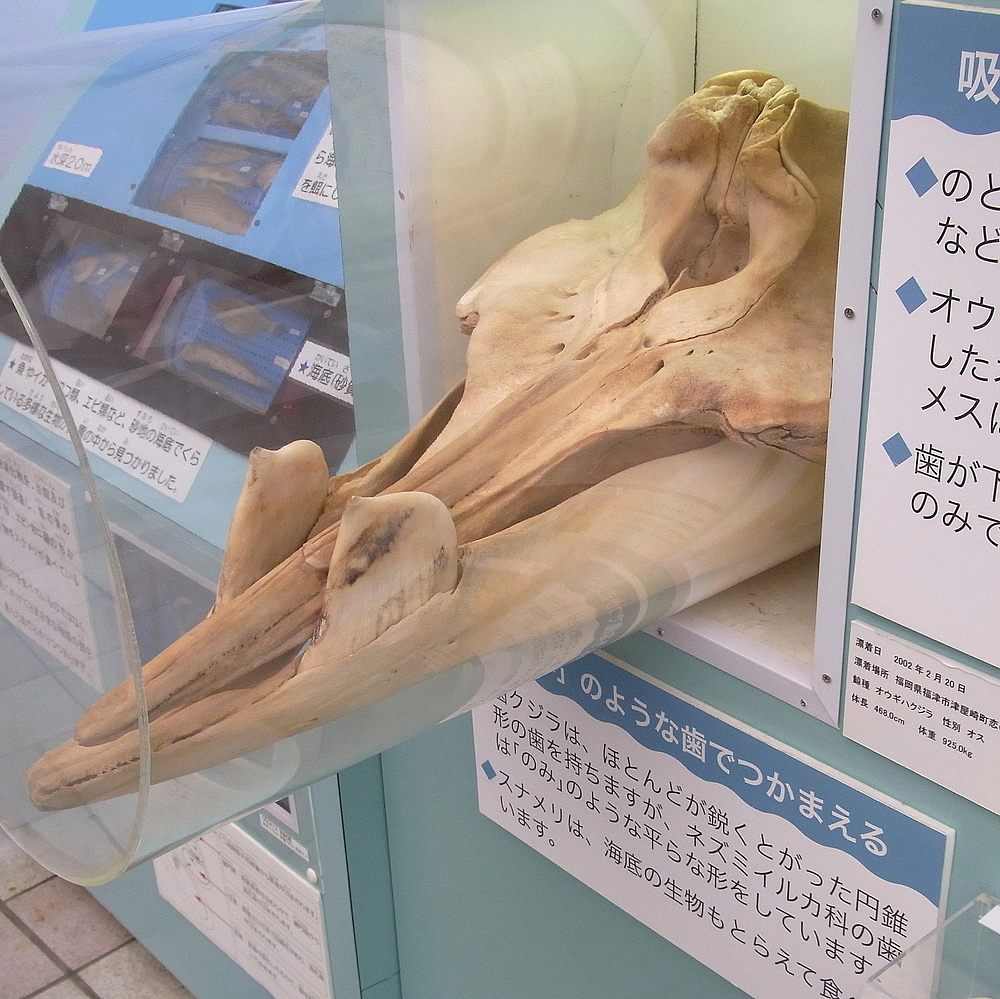
Schädel von Mesoplodon stejnegeri in einem japanischen Meeresmuseum

Zweizahnwale sind je nach Art 3,5 bis 6 Meter lang. Sie tragen eine dreieckige, weit hinten platzierte Finne. Namensgebend besitzen Wale dieser Gattung nur ein voll entwickeltes Zahnpaar im Unterkiefer. Bei adulten Männchen sind diese Zähne (ähnlich wie die Hauer eines Keilers) auch bei geschlossenem Maul gut sichtbar; im Fall langer Zähne (wie beim Hubbs-Schnabelwal oder beim Layard-Wal) ragen die Zahnspitzen selbst bei geschlossenem Maul oben über die Schnauze (Rostrum) heraus. Das lässt vermuten, dass diese langen Zähne auch bei geschlossenem Maul benutzt werden. Bei juvenilen Männchen und bei Weibchen sind die Zähne kleiner und stehen nicht hervor. Die Zahnlänge hat keinen Einfluss auf die Beutegröße. Daneben können verkümmerte Rudimente weiterer Zähne im Ober- und Unterkiefer existieren, denen keine Funktion zugeordnet wird.

## Lebensweise
Wie alle Schnabelwale tauchen Zweizahnwale sehr tief und jagen dort Kalmare, die ihre fast ausschließliche Beute sind; beim Layard-Wal machten sie bei einer Auswertung 94,8 % der Mageninhalte aus, davon hauptsächlich Histioteuthis (Histioteuthidae) und Taonius pavo (Gallertkalmare).
Zweizahnwale leben in Paaren oder kleinen Gruppen zusammen. Vermutungen, die Gruppen wären getrenntgeschlechtig, wurden nicht bestätigt.
Narben am Rücken und an den Flanken vieler männlicher Tiere deuten darauf hin, dass sie mit ihren hervorstehenden Zähnen intraspezifische Rivalenkämpfe austragen. Anzeichen für interspezifische Kämpfe gibt es (für Mesoplodon europaeus untersucht) nicht. Über die Fortpflanzung und Tragzeit bestehen keine gesicherten Erkenntnisse. Meist im Frühling oder Frühsommer erfolgt die Geburt eines Kalbes.

## Bedrohung
Keine Art dieser Gattung wurde in großem Ausmaß bejagt, dafür gab es einfach zu wenig Sichtungen. Als vorrangige Bedrohungen gelten die Verschmutzung der Meere und die Tatsache, dass sich Tiere des Öfteren in Fischernetze verfangen und ertrinken. Aber auch die Bedrohung durch Sonare dürfte eine Rolle spielen, denn nach Manövern mit Sonartests kam es manchmal zu Massenstrandungen. Populationsgrößen oder Bedrohungsdaten sind nicht verfügbar.

## Identifikation der Arten
Die Arten unterscheiden sich oft nur anhand der Größe und Stellung der Zähne, weswegen es sehr schwierig ist, sie bei Sichtungen zu unterscheiden – bei Weibchen und Jungtieren, deren Zähne nicht sichtbar sind, ist es eigentlich unmöglich. Aber auch gestrandete, tote Exemplare werden immer wieder falsch bestimmt, manchmal helfen nur molekularbiologische Vergleiche z. B. ihrer mitochondrialen DNA (mtDNA). Etliche Arten sind durch keine einzige zweifelsfreie Sichtung und nur durch wenige Strandungen belegt.

## Arten
Die Zusammenstellung fasst die Arten nach Verbreitungsgebiet oder Zahnform zusammen und gibt nicht notwendigerweise die Verwandtschaftsverhältnisse wieder.
- True-Wal (M. mirus)
- Gervais-Zweizahnwal (M. europaeus)
- Sowerby-Zweizahnwal (M. bidens)[2]

Diese drei Arten sind durch kleine, vorne am Kiefer stehende Zähne gekennzeichnet und leben im Nordatlantik.
- Hector-Schnabelwal (M. hectori)
- Bahamonde-Schnabelwal (M. traversii)[13]
- Camperdown-Wal (M. grayi)
- Andrew-Schnabelwal (M. bowdoini)

Diese vier Arten sind auf die Meere der Südhalbkugel (Südpazifik oder zirkumpolare Verbreitung) beschränkt.
- Japanischer Schnabelwal (M. ginkgodens)

Ihren besonderen ginkgoblattähnlichen Zähnen verdankt diese im Pazifik und Indischen Ozean lebende Art ihren Namen.
- Hubbs-Schnabelwal (M. carlhubbsi)[4]
- Stejneger-Schnabelwal (M. stejnegeri)

Diese beiden Arten leben im nördlichen Pazifik und sind durch große, im hinteren Teil des Kiefers stehende Zähne charakterisiert.
- Peruanischer Schnabelwal (M. peruvianus) Vorkommen im südöstlichen Pazifik, Erstbeschreibung 1991[11]
- Perrin-Schnabelwal (M. perrini) Vorkommen im nordöstlichen Pazifik, Erstbeschreibung 2002[12]

Diese beiden Arten wurden aufgrund von Strandungen beschrieben. Sie sind die kleinsten Vertreter ihrer Gattung und scheinen nach mtDNA-Vergleichen eng miteinander verwandt zu sein.
- Layard-Wal (M. layardii)[5]

Diese manchmal in der Untergattung Dolichodon geführte Art hat die längsten Zähne aller Arten und lebt zirkumpolar auf der Südhalbkugel.
- Blainville-Schnabelwal (M. densirostris)

Lebt in allen Ozeanen. Eine Besonderheit des Blainville-Schnabelwals ist sein Doppel-Sonar, das ansonsten unbekannt für Zahnwale ist. Auffällige gebogene Unterkiefer, auf denen die Zähne sitzen, offenbar in geschlechtstypischer Ausprägung, kennzeichnen diese Art, die als einzige weltweit vorkommt. Manchmal wird sie in der Untergattung Dioplodon geführt.
- Deraniyagala-Zweizahnwal (M. hotaula)[17]

Galt lange Zeit als Synonym von M. ginkgodens und wurde erst im Februar 2014 wieder zu einer gültigen Art.
- Mesoplodon eueu

Im Jahr 2021 vom True-Wal genetisch und morphometrisch abgetrennt.